# Елк Тауншип (округ Клеріон, Пенсільванія)
Елк Тауншип (англ. Elk Township) — селище (англ. township) в США, в окрузі Клеріон штату Пенсільванія. Населення — 1434 особи (2020).

## Демографія
Згідно з переписом 2010 року, у селищі мешкало 1490 осіб у 599 домогосподарствах у складі 424 родин. Було 679 помешкань
Расовий склад населення:
| - 98,9 % — білих - 0,5 % — азіатів - 0,1 % — корінних американців - 0,1 % — чорних або афроамериканців |

До двох чи більше рас належало 0,3 %. Частка іспаномовних становила 0,1 % від усіх жителів.
За віковим діапазоном населення розподілялося таким чином: 18,3 % — особи молодші 18 років, 61,4 % — особи у віці 18—64 років, 20,3 % — особи у віці 65 років та старші. Медіана віку мешканця становила 45,7 року. На 100 осіб жіночої статі у селищі припадало 100,0 чоловіків;  на 100 жінок у віці від 18 років та старших — 103,9 чоловіків також старших 18 років.
Середній дохід на одне домашнє господарство  становив 56 948 доларів США (медіана — 47 898), а середній дохід на одну сім'ю — 63 098 доларів (медіана — 52 500). Медіана доходів становила 40 400 доларів для чоловіків та 31 750 доларів для жінок. За межею бідності перебувало 11,7 % осіб, у тому числі 6,1 % дітей у віці до 18 років та 16,8 % осіб у віці 65 років та старших.
Цивільне працевлаштоване населення становило 653 особи. Основні галузі зайнятості: освіта, охорона здоров'я та соціальна допомога — 29,4 %, виробництво — 18,2 %, роздрібна торгівля — 11,3 %, будівництво — 7,4 %.